# Čabar
Čabar este un oraș în cantonul Primorje-Gorski kotar, Croația, având o populație de 3.770 de locuitori (2011).

## Demografie
Componența etnică a orașului Čabar
     Croați (94,59%)
     Sloveni (2,25%)
     Sârbi (1,11%)
     Necunoscut (0,9%)
     Neclasificat (0,9%)
Componența confesională a orașului Čabar
     Catolici (93,87%)
     Fără religie și atei (2,18%)
     Ortodocși (1,38%)
     Necunoscută (1,38%)
     Alte religii (1,19%)
Conform recensământului din 2011, orașul Čabar avea 3.770 de locuitori. Din punct de vedere etnic, majoritatea locuitorilor (94,59%) erau croați, existând și minorități de sloveni (2,25%) și sârbi (1,11%). Apartenența etnică nu este cunoscută în cazul a 0,9% din locuitori. Din punct de vedere confesional, majoritatea locuitorilor (93,87%) erau catolici, existând și minorități de persoane fără religie și atei (2,18%) și ortodocși (1,38%). Pentru 1,38% din locuitori nu este cunoscută apartenența confesională.